# Walter Warzecha
Walter Wilhelm Julius Warzecha (23 mai 1891 - 3 août 1956) était un commandant naval allemand et officier de haut rang de la Kriegsmarine. Il succéda à Hans-Georg von Friedeburg au grade de Général Amiral, en tant que dernier Oberbefehlshaber der Kriegsmarine à la fin de la Seconde Guerre mondiale.

## Biographie
Walter Warzecha est né le 23 mai 1891 à Schwiebus. Son père, Max Warzecha, était maire de la ville de Neuruppin, mais la famille était originaire de Silésie, d'où le nom de famille de consonance slave plutôt qu'allemand.

### Première Guerre mondiale
Le 1er avril 1909, Warzecha rejoint la Kaiserliche Marine en tant que Seekadett. Son premier poste à bord d'un navire est sur le croiseur lourd SMS Victoria Louise, où il est promu Fähnrich zur See en avril 1910. Entre 1911 et 1916, il sert sur le cuirassé dreadnought Nassau, où il est promu Leutnant zur See en septembre 1912 et Oberleutnant zur See le 2 mai 1915.
D'août 1916 jusqu'à la fin de la Première Guerre mondiale, il servit comme commandant dans divers sous-marins; UC-1, UC-71 et UB-148, où il coula neuf navires totalisant 22 612 tonneaux, et endommagea dix autres pour un total de 55 808 tonneaux.

### Entre-deux-guerres
Après la guerre, Warzecha s'installa à Wilhelmshaven puis à Kiel, où il fonda une famille et devint père de quatre enfants. Après la remilitarisation de l'Allemagne, il retourne au service actif dans la Marinestation der Nordsee (en), avec le grade de Kapitänleutnant à partir de 1920. La promotion de Korvettenkapitän suit en 1928 puis celui de Fregattenkapitän en 1933. En 1934, Warzecha devient chef d'état-major du Marinestation der Ostsee dans la Baltique. Warzecha servit comme commandant du cuirassé de poche Admiral Graf Spee entre octobre 1937 et octobre 1938.

### Seconde Guerre mondiale
Le 1er novembre 1938, il fut promu au grade de Konteradmiral et transféré à un poste d'Oberkommando der Marine à Berlin, où il occupa le poste de Chef des Marinewehramtes jusqu'en août 1942, obtenant la promotion de Vizeadmiral le 1er janvier 1941. De janvier 1939 à avril 1944, il occupe le poste de Chef des Allgemeinen Marinehauptamtes (chef du quartier général de la marine). Le 1er mars 1944, il est promu au grade de Generaladmiral et nommé le 1er mai Chef der Kriegsmarinewehr ("Chef de la Marine").
Après la fin de la Seconde Guerre mondiale et le suicide du commandant en chef de la Kriegsmarine Hans-Georg von Friedeburg le 23 mai 1945, Warzecha assuma les fonctions de commandant en chef sous contrôle allié, et supervisa la dissolution de la Kriegsmarine jusqu'au 22 juillet 1945.

### Après-guerre
Jusqu'en 1947, Warzecha est détenu en tant que prisonnier de guerre, puis s'installe à Hambourg où il travaille pour la compagnie d'assurance Allianz-Versicherungsgesellschaft. Il meurt d'une crise cardiaque le 30 août 1956 et est enterré au cimetière du Nord de Kiel.

## Décorations
- Ordre de Hohenzollern, Croix de chevalier avec épées
- Croix de fer (1914)
  - 2e classe
  - 1re classe
- Agrafe à la Croix de Fer (1939)
  - 2e classe
  - 1re classe
- Croix allemande en Argent le 30 janvier 1943 en tant que Amiral dans l'Oberkommando der Marine
- Croix du Mérite de guerre
  - 2e classe
  - 1re classe
  - Croix de chevalier avec épées (25 janvier 1945)
- Ordre de la maison Saxe-Ernestine, Croix de chevalier avec épées de 1re classe
- Croix de Frédéric-Auguste, 2e et 1re classe
- Croix hanséatique de Hambourg
- Insigne de combat des U-Boote (1918)
- Insigne de combat de la flotte de haute mer